# المعهد الوطني للعلوم التطبيقية بليون
المعهد الوطني للعلوم التطبيقية بليون واحدة من 205 معهد هندسة فرنسي مؤهل لإعطاء شهادة هندسة، أسسه غاستون بيرغر في 1 مارس 1957.